# Jan-Carl Raspe

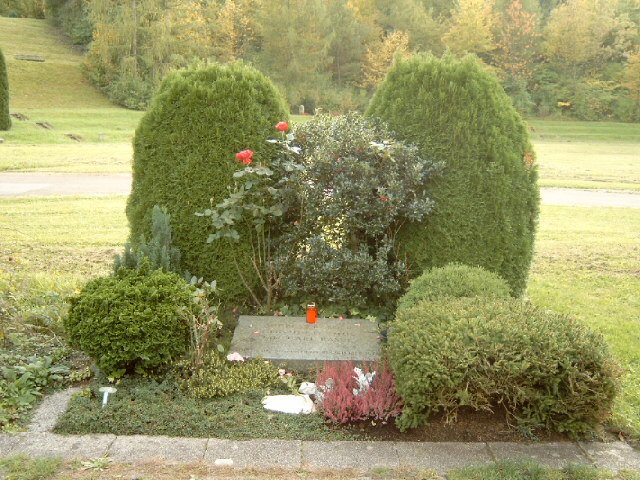
Grób Andreasa Baadera, Gudrun Ensslin i Jana-Carla Raspe

Jan-Carl Raspe (ur. 24 lipca 1944 w Seefeld in Tirol, zm. 18 października 1977 w Stuttgarcie) – niemiecki terrorysta, członek pierwszej generacji Frakcji Czerwonej Armii.

## Życiorys
Był synem fabrykanta. Jego ojciec zmarł w 1944 r. Dzieciństwo spędził w Berlinie Wschodnim. Po 1961 mieszkał u krewnych w Berlinie Zachodnim. W 1963 r. zdał maturę. Studiował chemię, a potem socjologię na Wolnym Uniwersytecie Berlińskim.
W 1967 r., mając 23 lata, wstąpił do Socjalistycznego Związku Studentów Niemieckich (Sozialistischer Deutscher Studentenbund). Poznał wówczas członków RAF, w tym Ulrike Meinhof. Brał udział w wielu akcjach terrorystycznych. Został aresztowany 1 czerwca 1972, wraz z Andreasem Baaderem i Holgerem Meinsem we Frankfurcie nad Menem.
W październiku 1977 podjęta została próba jego uwolnienia z więzienia. Miał je opuścić w drodze wymiany za zakładników samolotu Lufthansy przetrzymywanych na lotnisku w Mogadiszu oraz za niemieckiego przemysłowca Hannsa Martina Schleyera. Po nieudanej akcji palestyńskich terrorystów w Somalii zdecydował się na popełnienie samobójstwa wraz z: Andreasem Baaderem, Gudrun Ensslin i Irmgard Möller, która została uratowana.
18 października 1977 zastrzelił się z broni przemyconej do jego celi.